# Каммингс, Дэйв (предприниматель)
Дэйв Каммингс (англ. Dave Cummings) — американский предприниматель и глава компании высокочастотной торговли Tradebot, основанной в 1999 году. Он также основал фондовую биржу BATS Global Markets. Выпускник Университета Пердью. Работал в компании Cerner до того, как основал собственные компании.